# Atrophaneura oreon
Pachliopta oreon là một loài bướm ngày thuộc họ Bướm phượng. 
Sải cánh dài 100–110 mm. Cánh màu nâu tối. Có các đốm đỏ và các mác trắng trên cánh.

## Hình ảnh

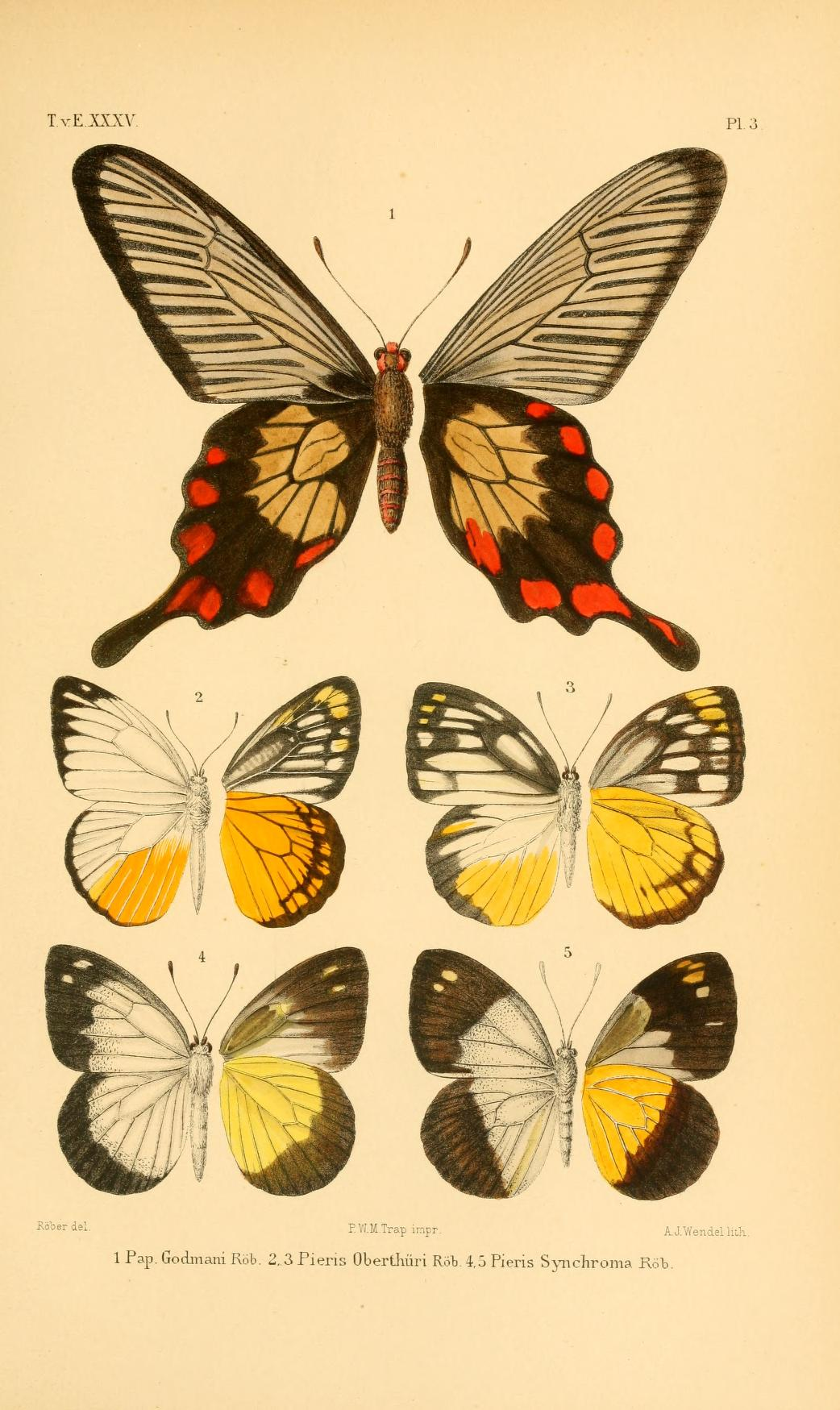